# Bukkal
Das Substantiv Bukkal (von lateinisch bucca ‚Backe‘) dient in der Linguistik als Oberbegriff für Konsonanten und konsonantische und sonantische Liquiden (r/ṛ/ṝ, l/ḷ/ḹ).

## Adjektiv
In der Zahnmedizin beschreibt das Adjektiv bukkal (auch buccal) die an der Wange (Backe) liegende Zahnfläche, siehe Lage- und Richtungsbezeichnungen an den Zähnen.